# Biserica „Buna Vestire” din Hetiur

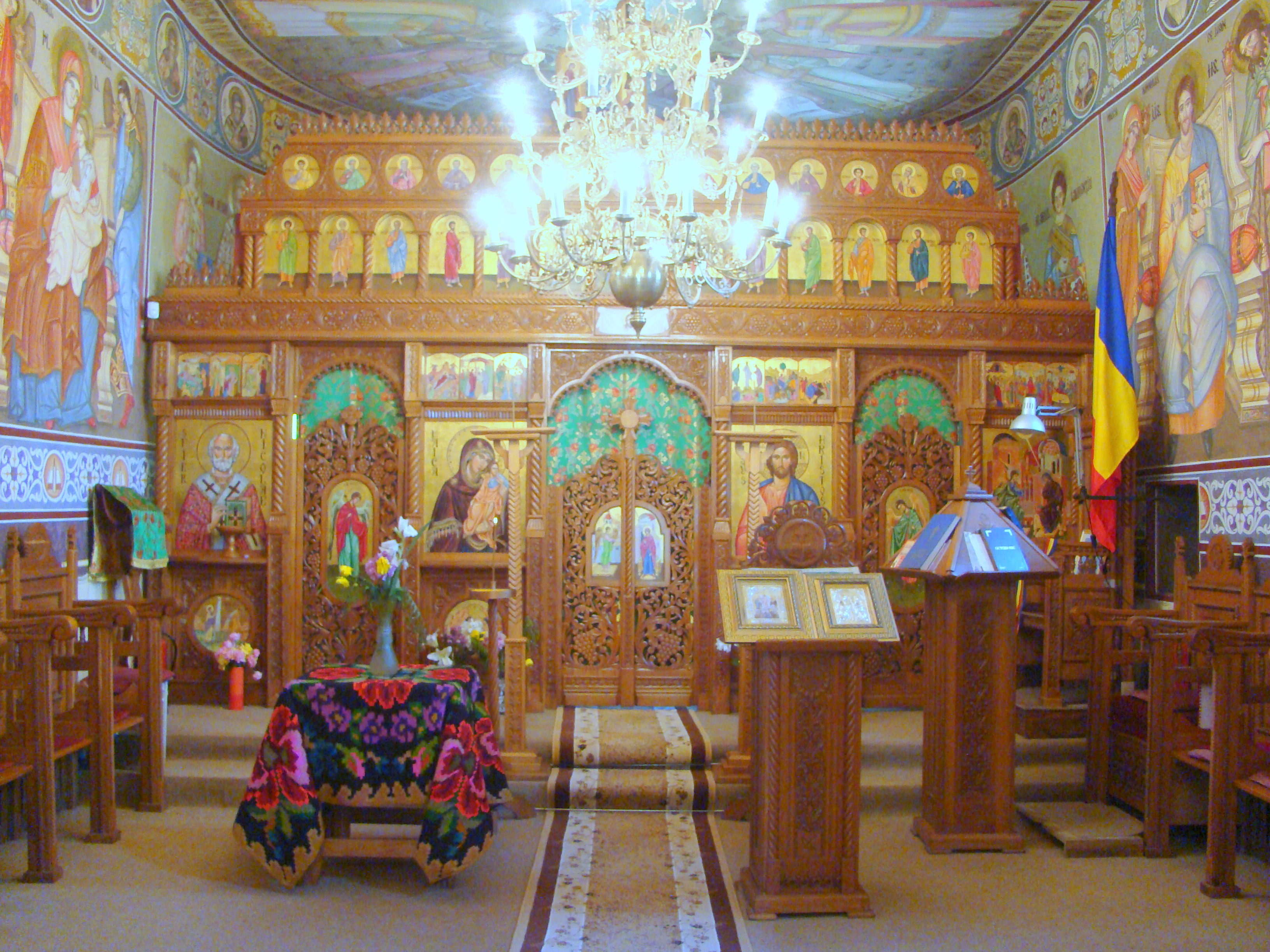
Nava spre iconostas

Biserica „Buna Vestire” din Hetiur este un monument istoric aflat pe teritoriul satului aparținător Hetiur, municipiului Sighișoara.

## Localitatea
Hetiur, mai demult Hetur, Hetura (în dialectul săsesc Marembrich, în germană Marienburg, Meremberg, în maghiară Hétúr) este un sat ce aparține municipiului Sighișoara din județul Mureș, Transilvania, România. Prima atestare documentară este din anul 1301, cu denumirea Hetwur.

## Istoric și trăsături
Până în 1804, în parohia Hetiur exista o casă modestă din bârne de stejar care servea ca biserică și școală, unde copiii românilor primeau învățătură de la preotul și învățătorul satului. Acest lucru apare într-una din însemnările din anul 1793 ale preotului Teodor Ursu, „Preot al Hetiurului”. Acesta a păstrat registrele vechi în care erau consemnate nașterile, înmormântările și cununiile iobagilor din acea vreme. În timpul stăpânirii austro-ungare, școala amintită și biserica figurau sub denumirea de „fa iskola” (școala de lemn). Șirul preoților, începând cu anul 1793 demonstrează că pe aceste meleaguri a existat o organizare bisericească românească, modestă la început, dar pe măsura trecerii timpului, devenind mai puternică.
Între anii 1804-1806, în timpul Părintelui Ioan Crișan, românii din parohia Hetiur și-au construit o biserică mai încăpătoare. Mărturii ale anului de început al bisericii sunt înscrise pe iconostasul vechi, restaurat și expus la Centrul de Patrimoniu din Târgu Mureș. Lucrările bisericii au durat până în anul 1806. Românii au trecut prin multe greutăți în timpul lucrărilor de construcție.
Biserica este construită din piatră și cărămidă, inițial acoperită cu țiglă. Din cauza așezării sale pe deal, existența sa a fost amenințată de alunecările de teren. În câteva perioade, din cauza pericolului de alunecare, biserica a fost închisă, serviciile religioase fiind săvârșite într-o casă din sat. Biserica are formă de navă și are următoarele dimensiuni: lungime de 16m, lățime de 8m, înălțime de 36m. Fiind în stare avansată de degradare, în timpul preotului Onoriu Dafin, ajutat de credincioși, s-au făcut demersurile necesare pentru restaurarea bisericii monument istoric și s-au efectuat ample lucrări de consolidare a terenului și de reparații capitale: lucrări de subzidire, tencuiala exterioară și interioară a bisericii, lucrări de reparații și consolidare a turnului, un iconostas și mobilier nou, sculptat în lemn de stejar de către profesorul Alexandru Huțanu din Bacău. Pictura a fost executată de pictorul bisericesc Petru Tegla, în anul 2000.

## Imagini

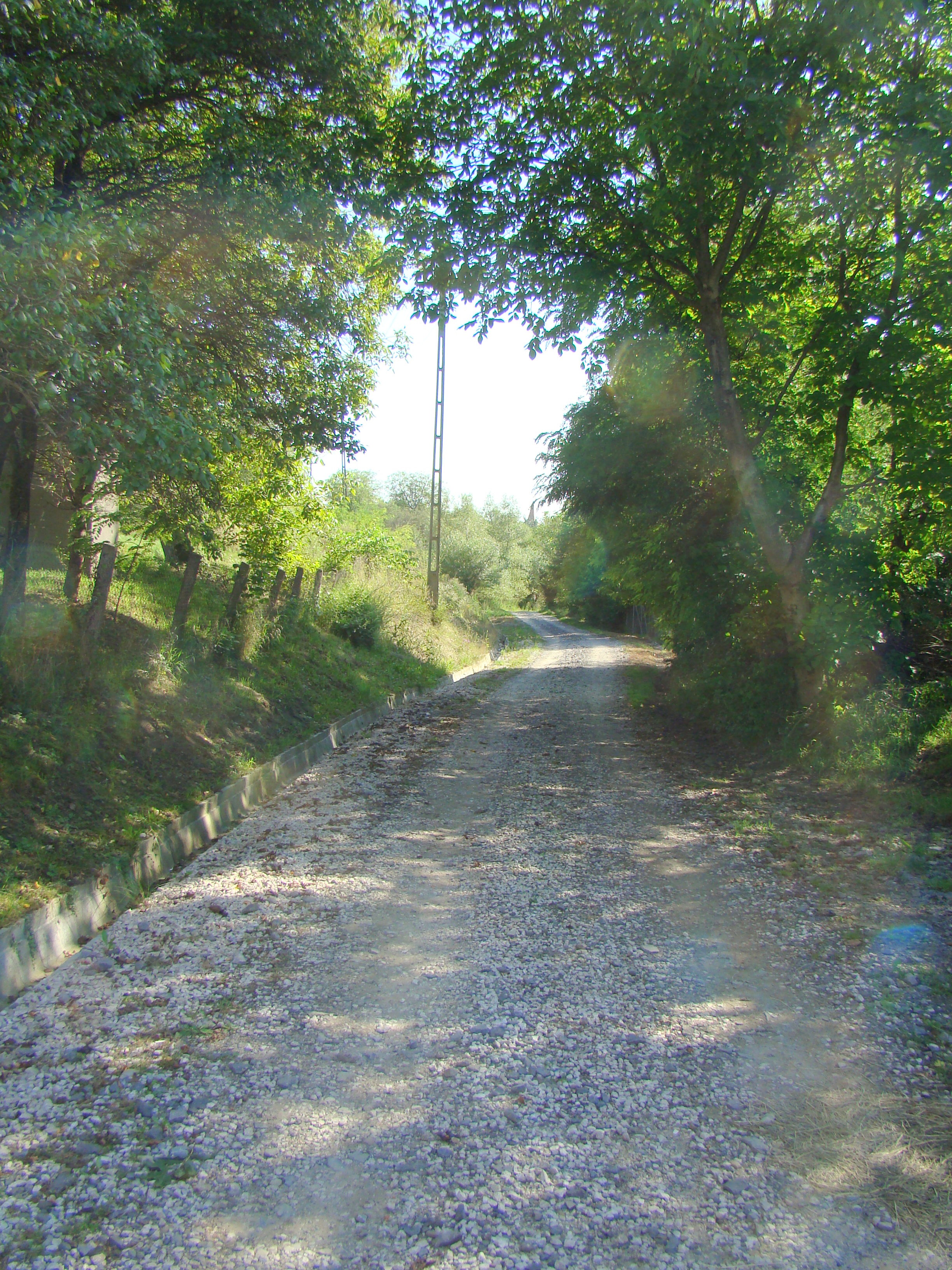
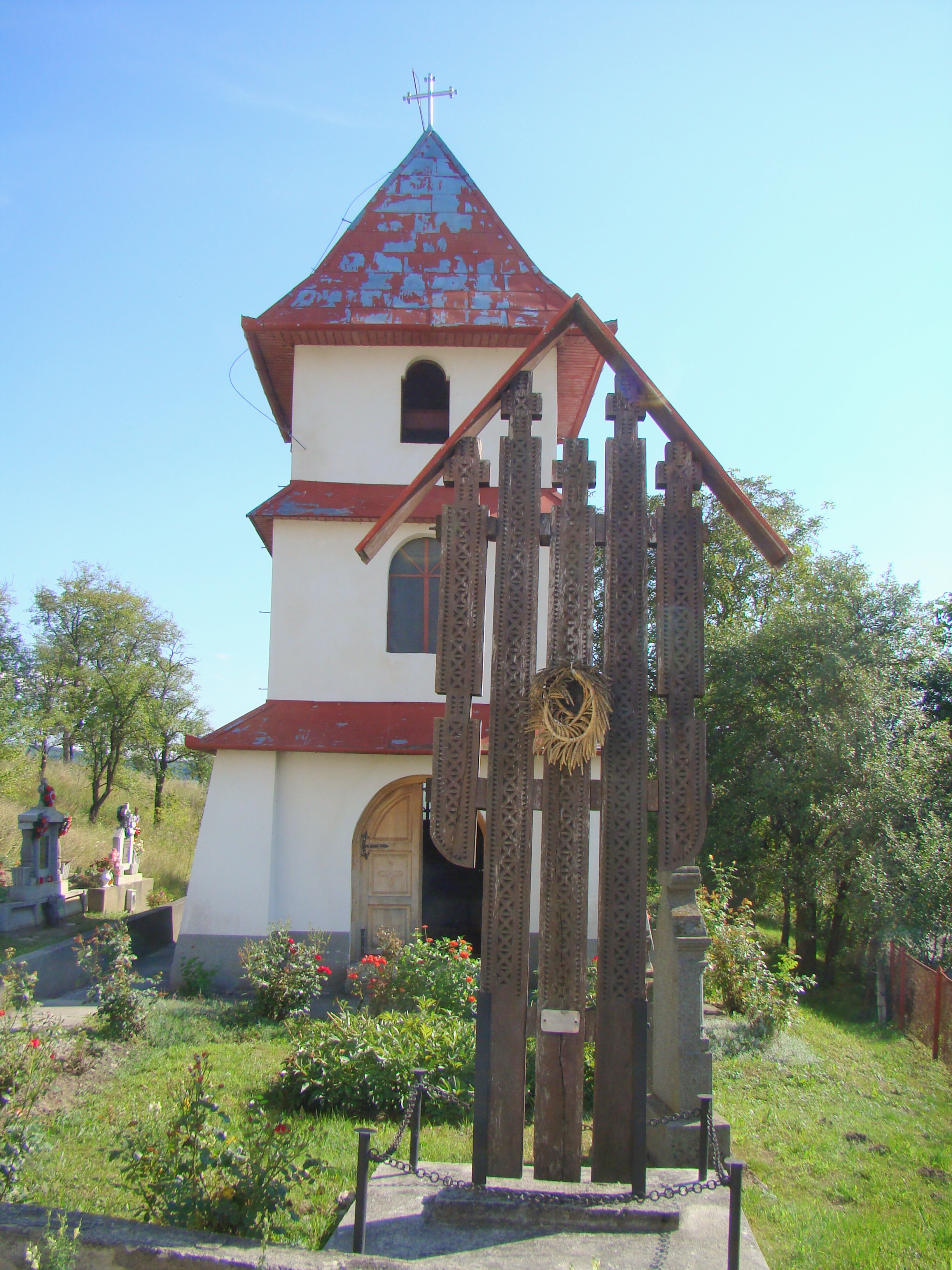
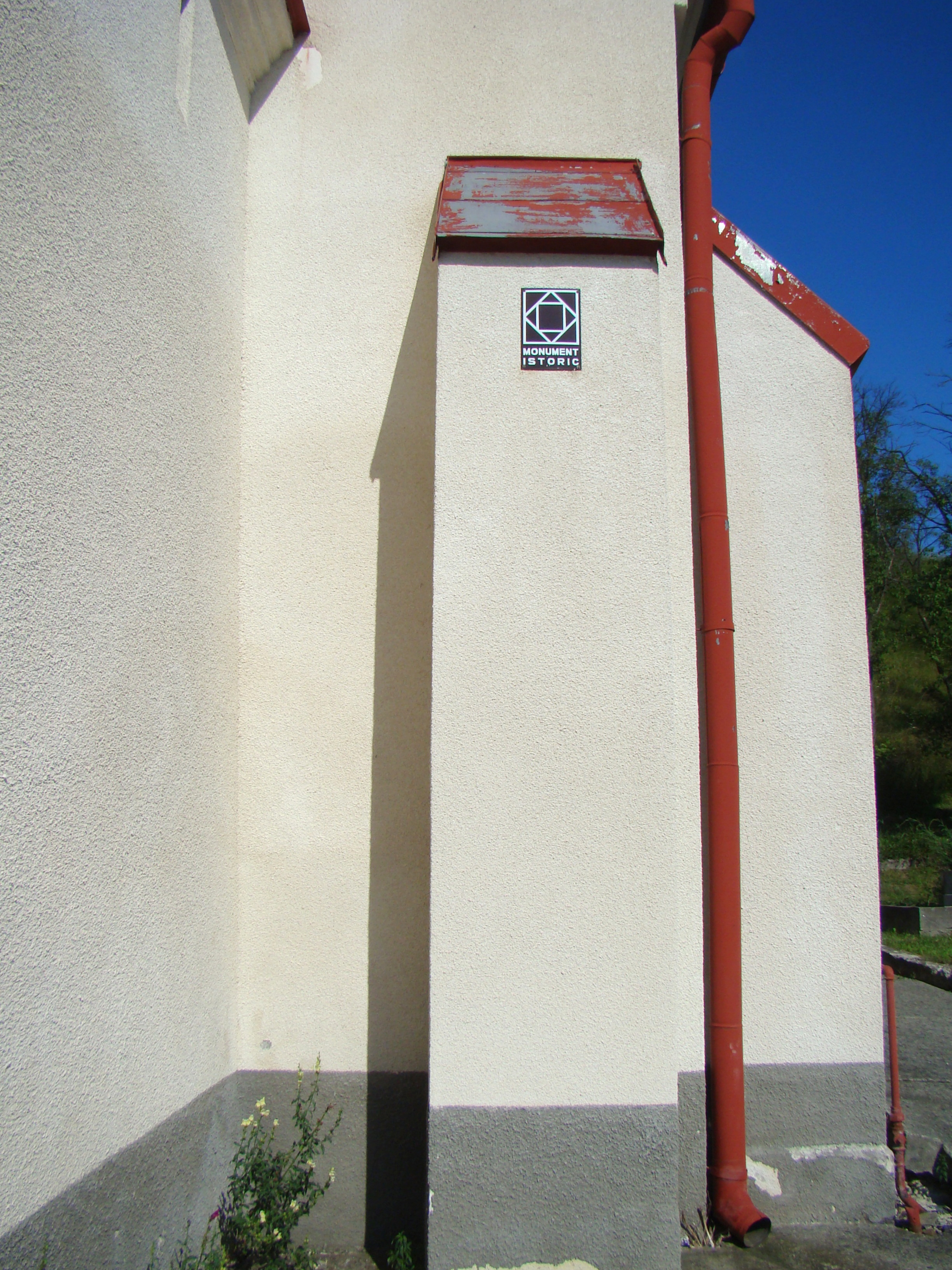
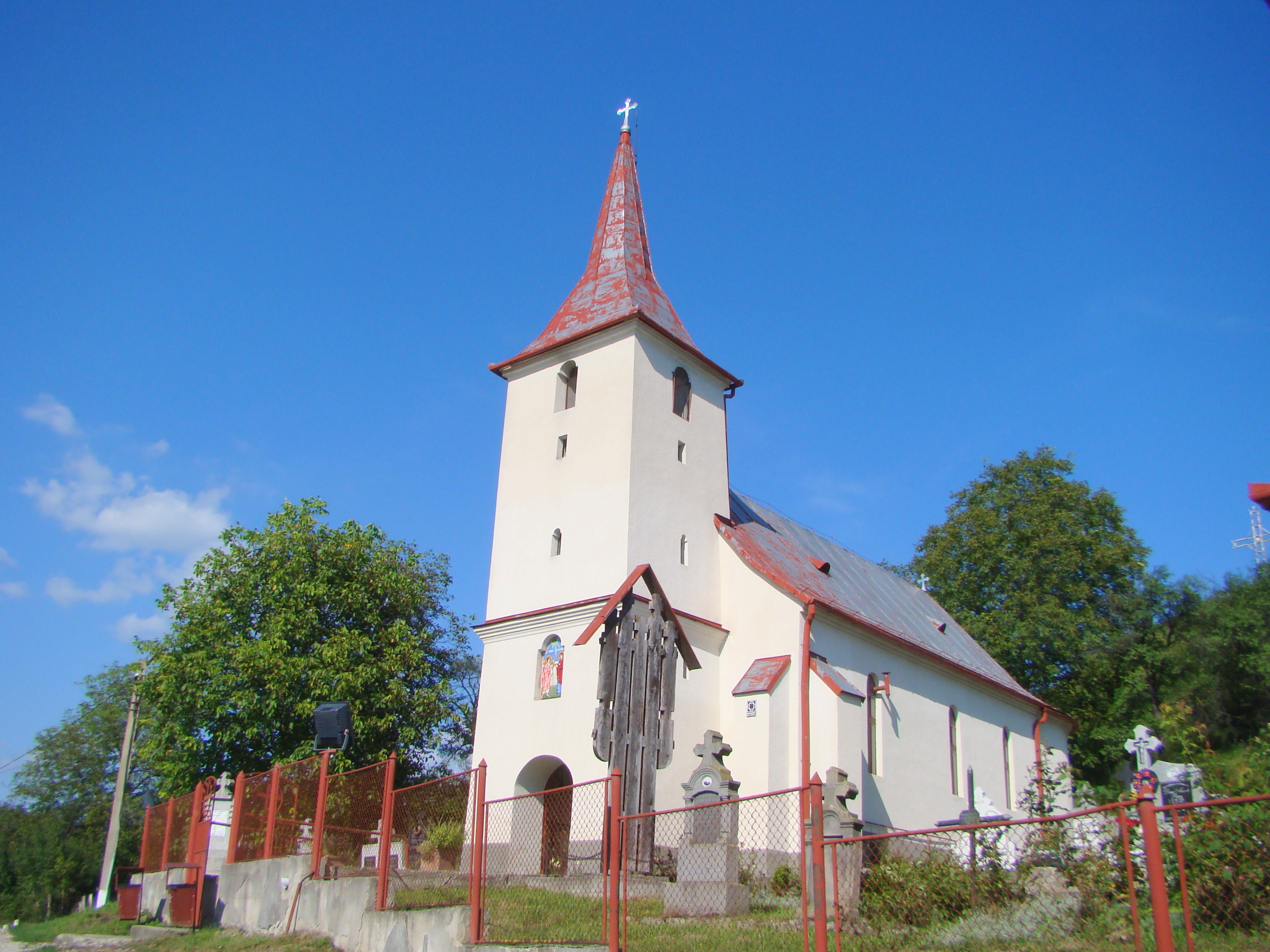
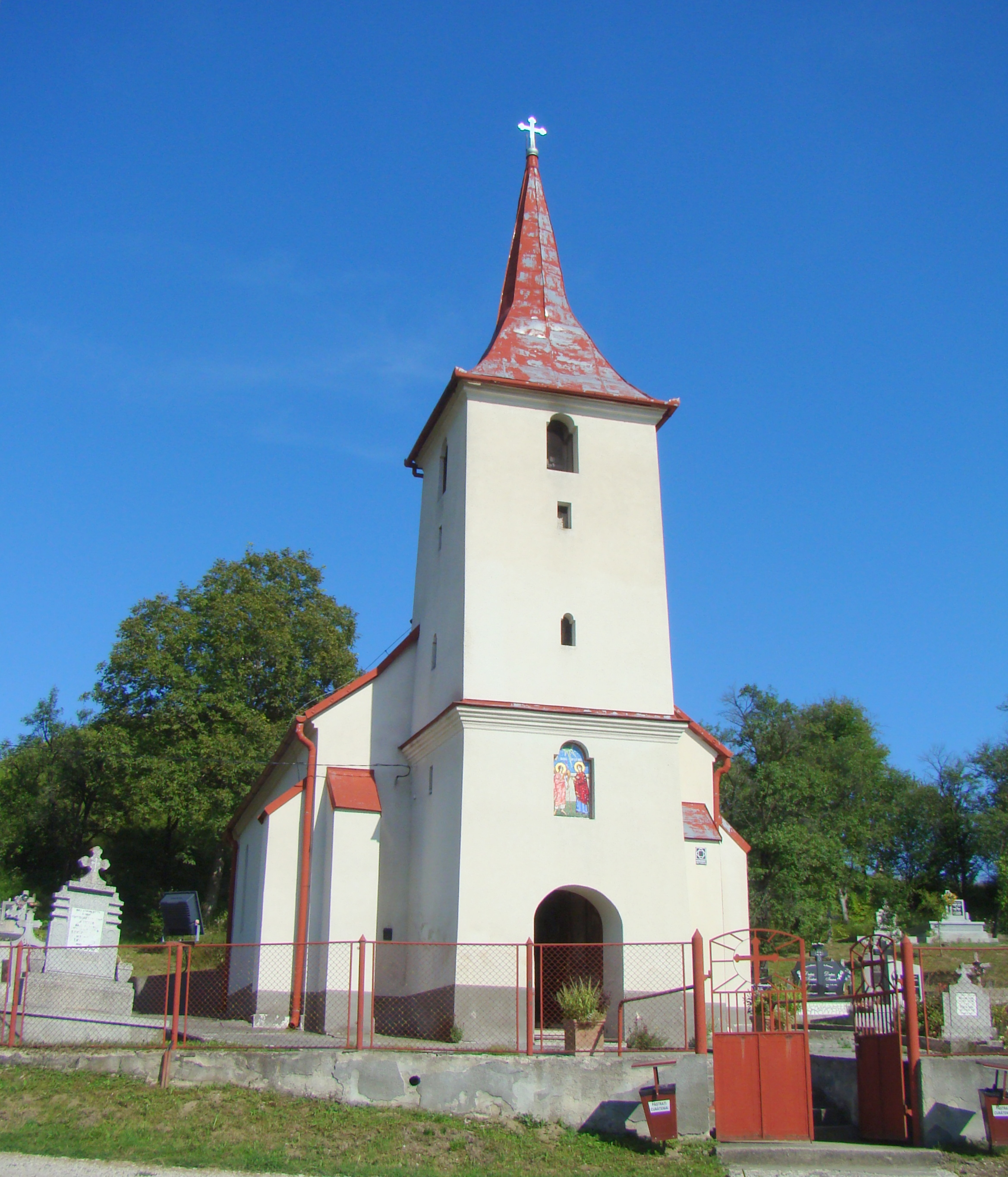
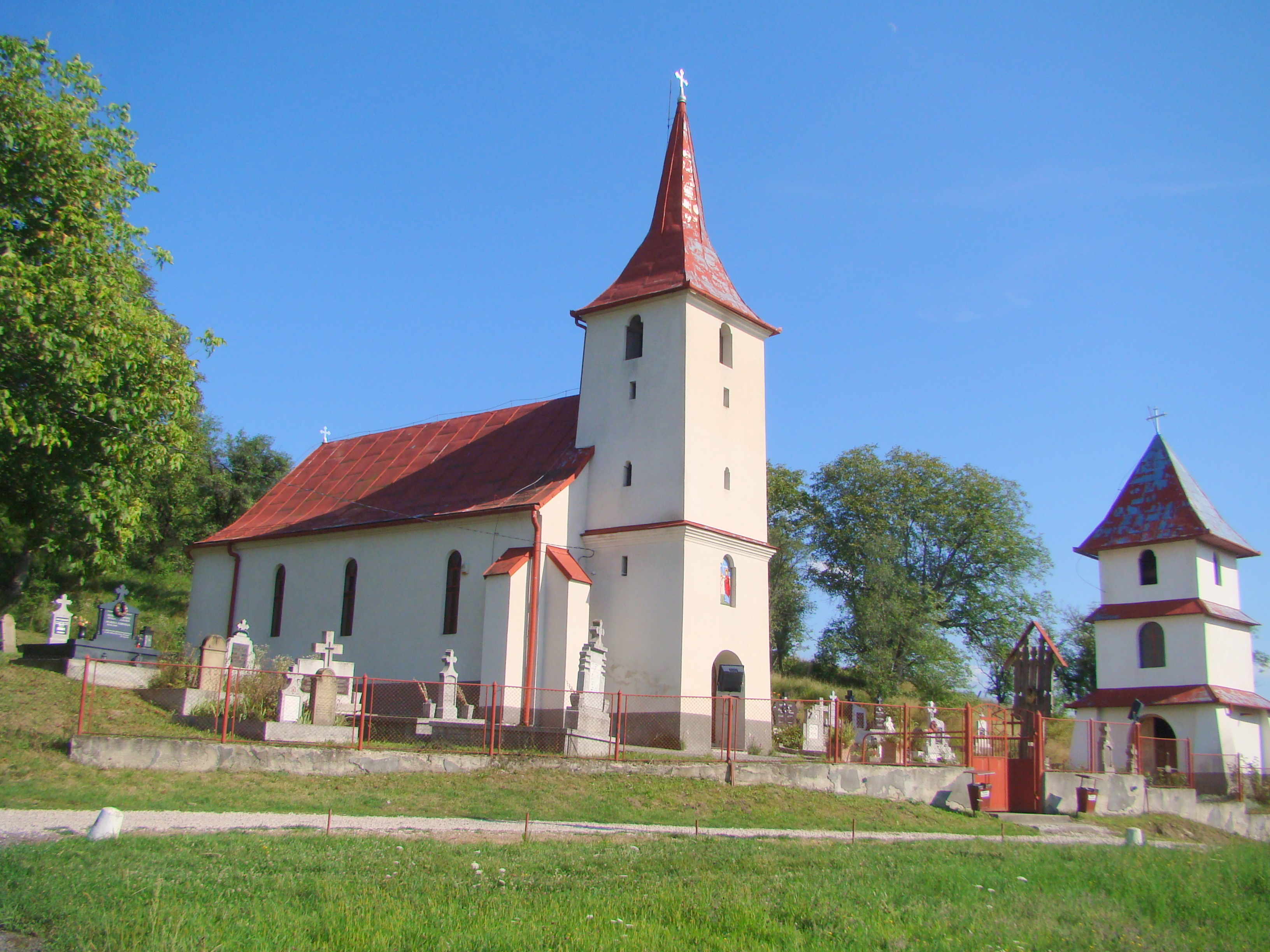
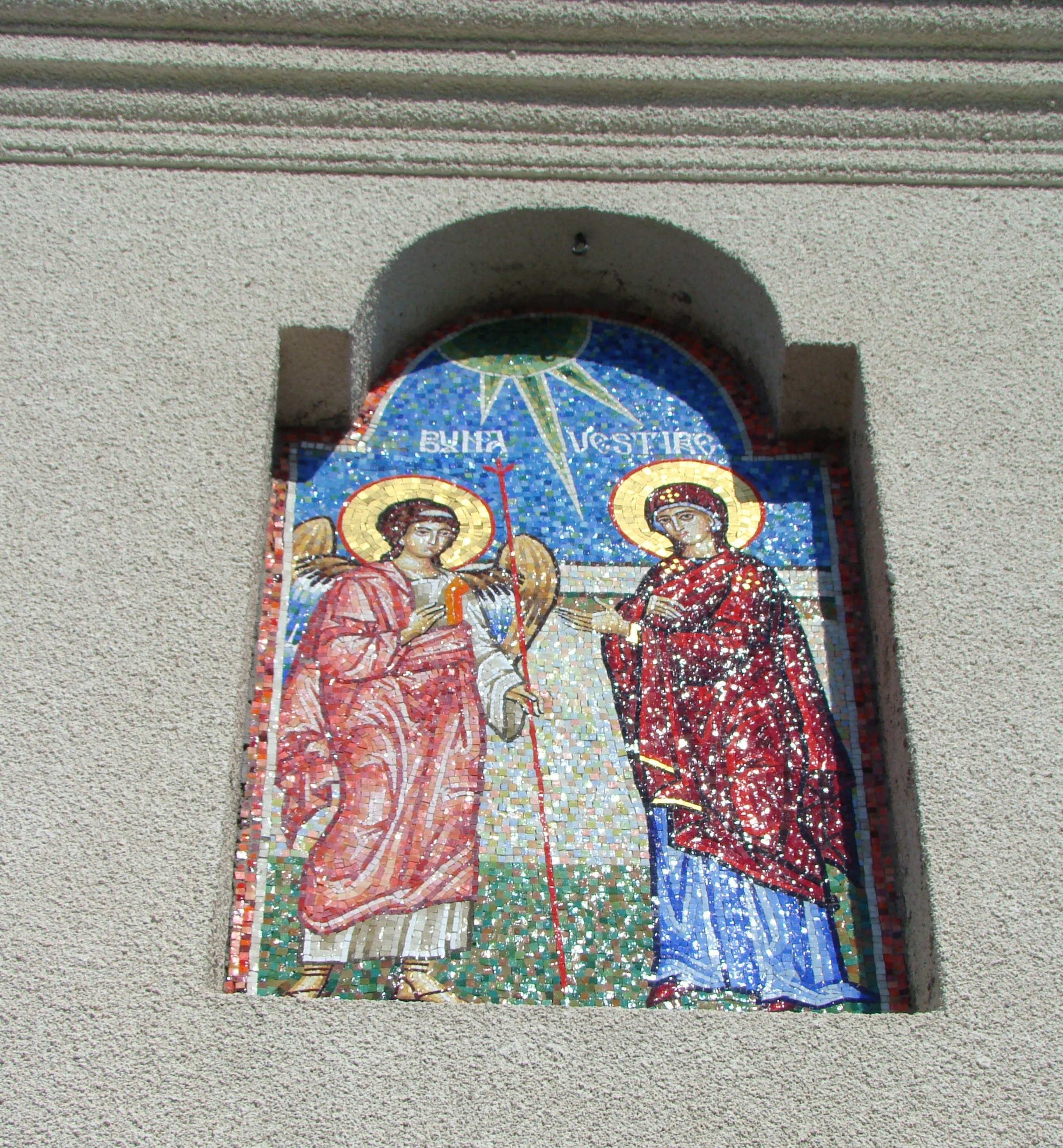
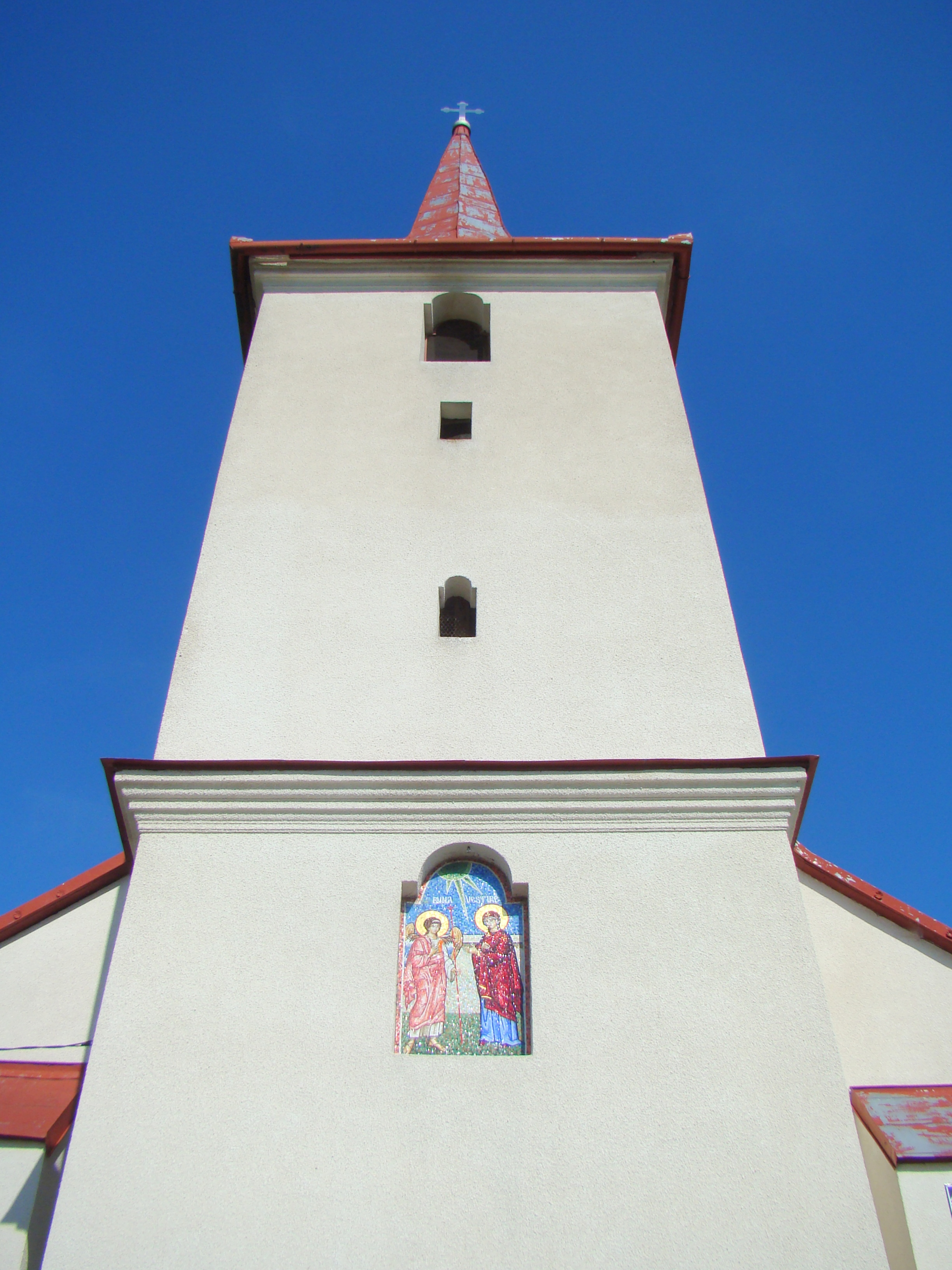
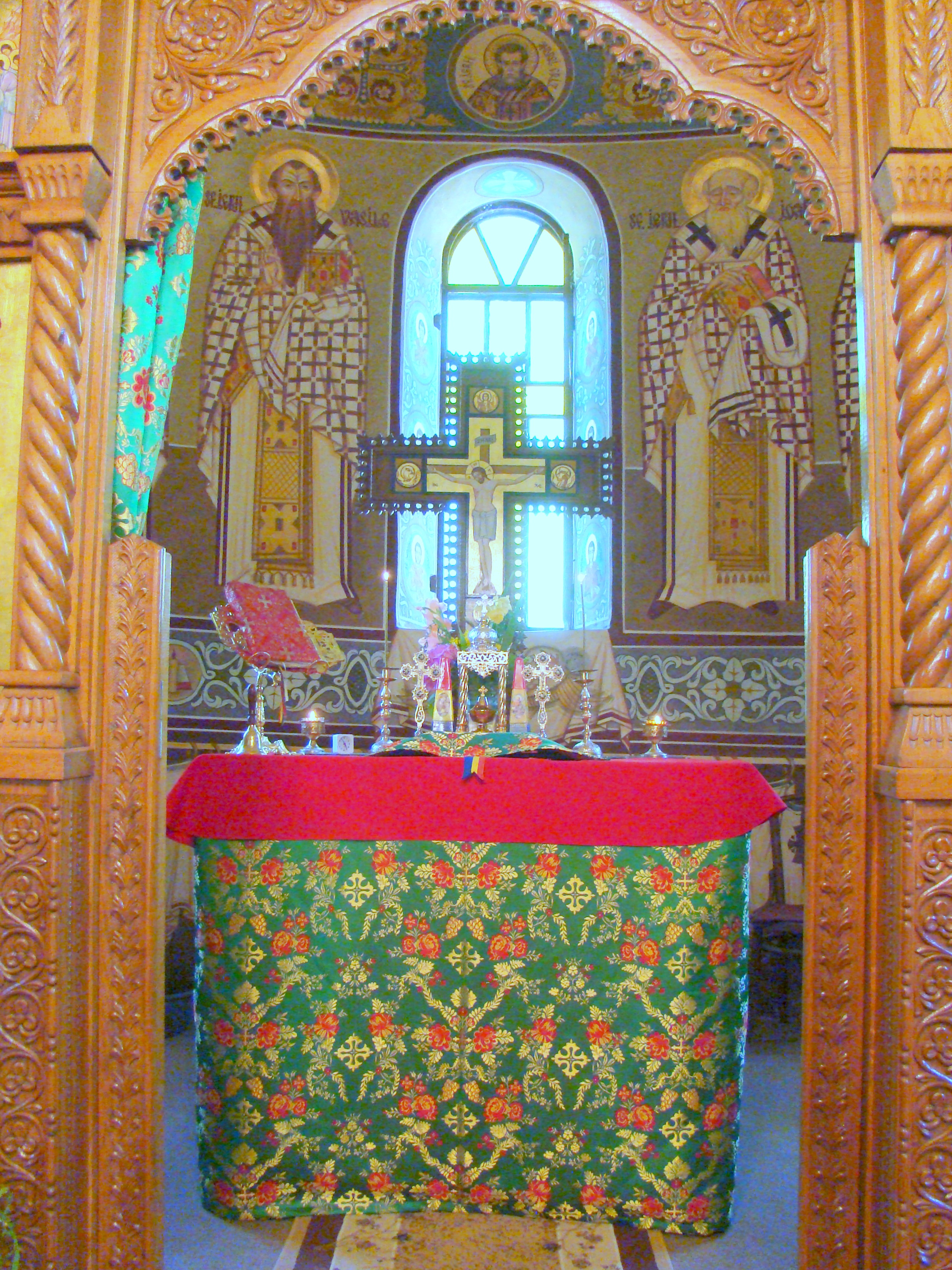
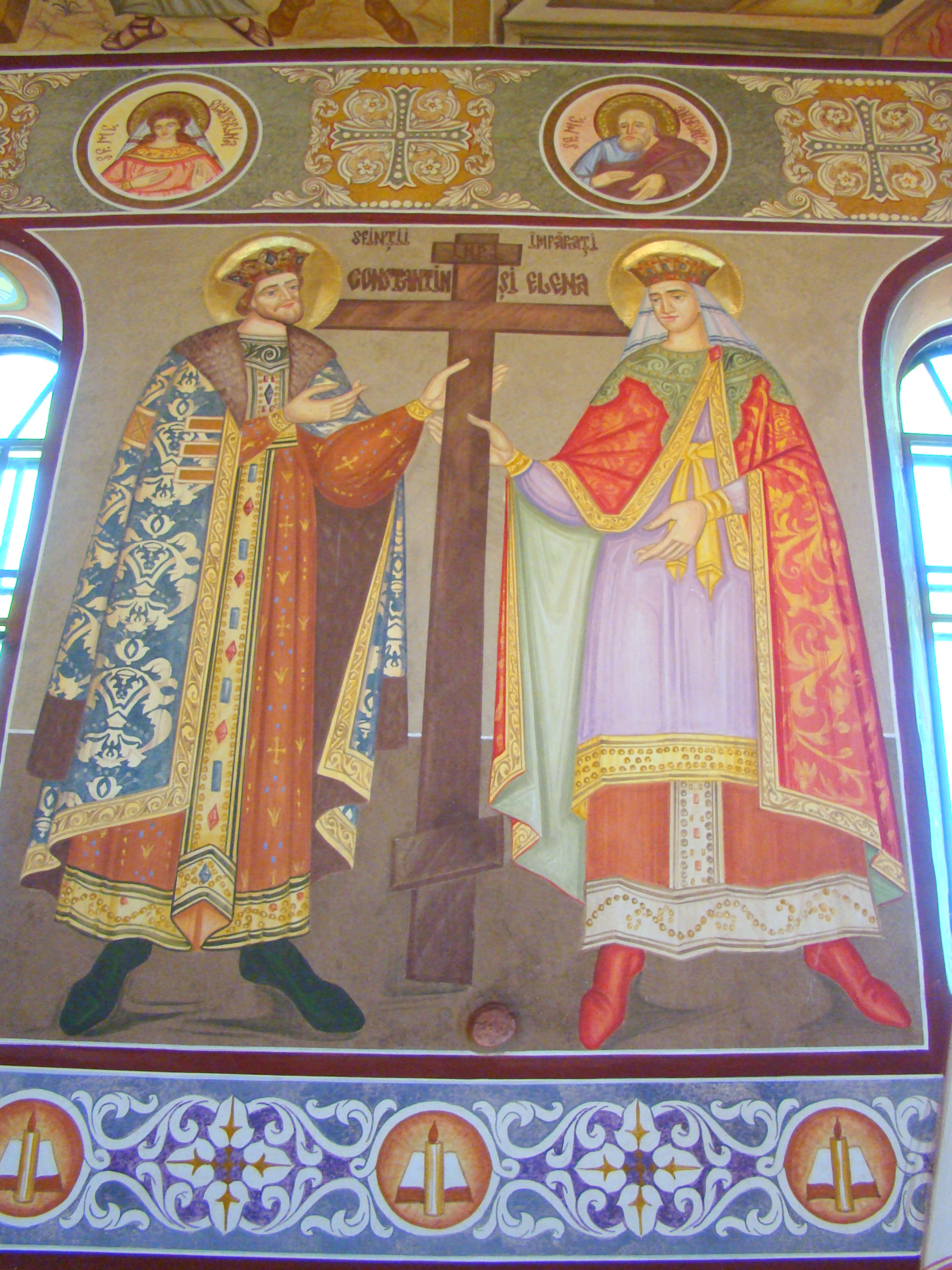
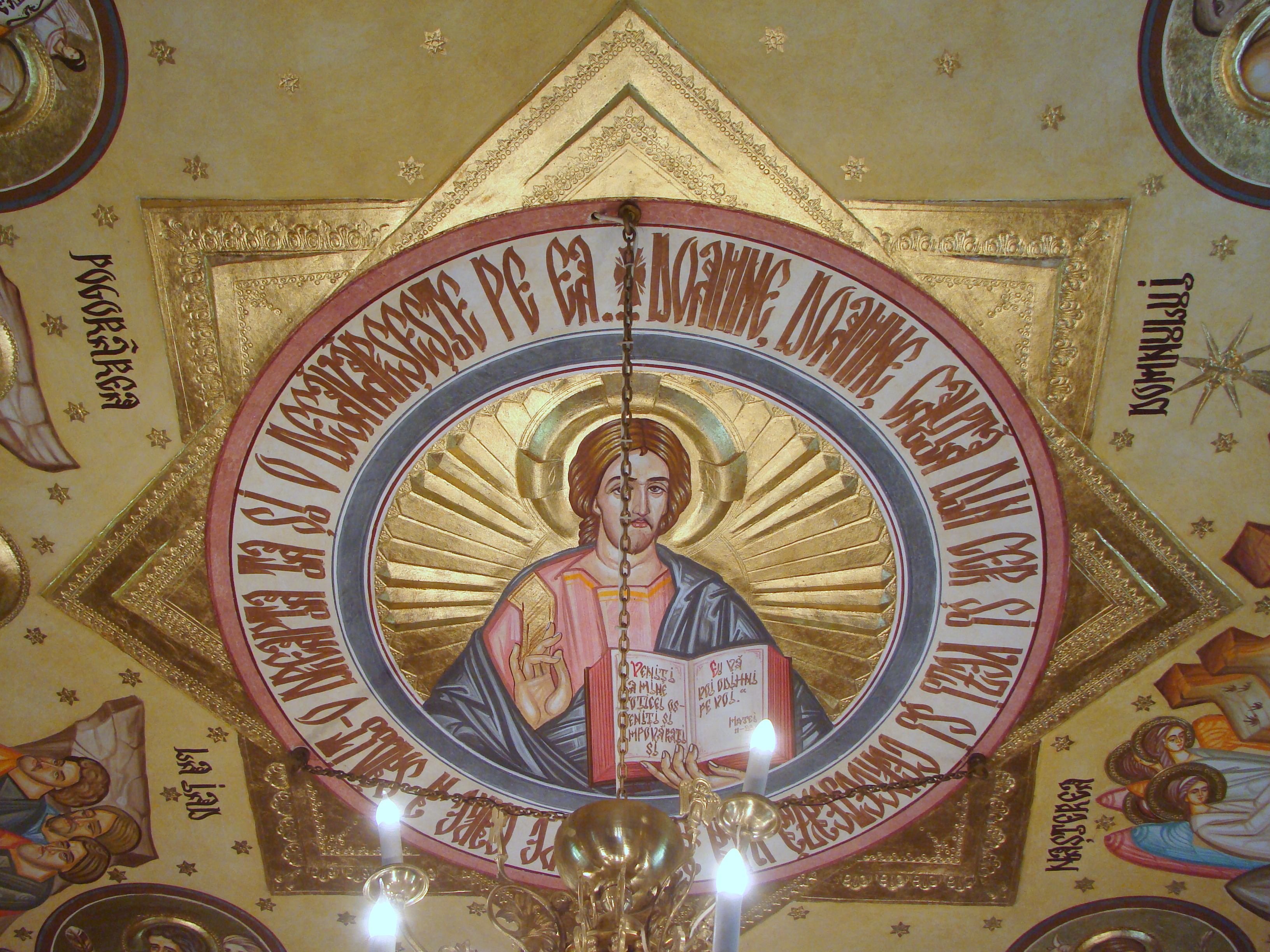
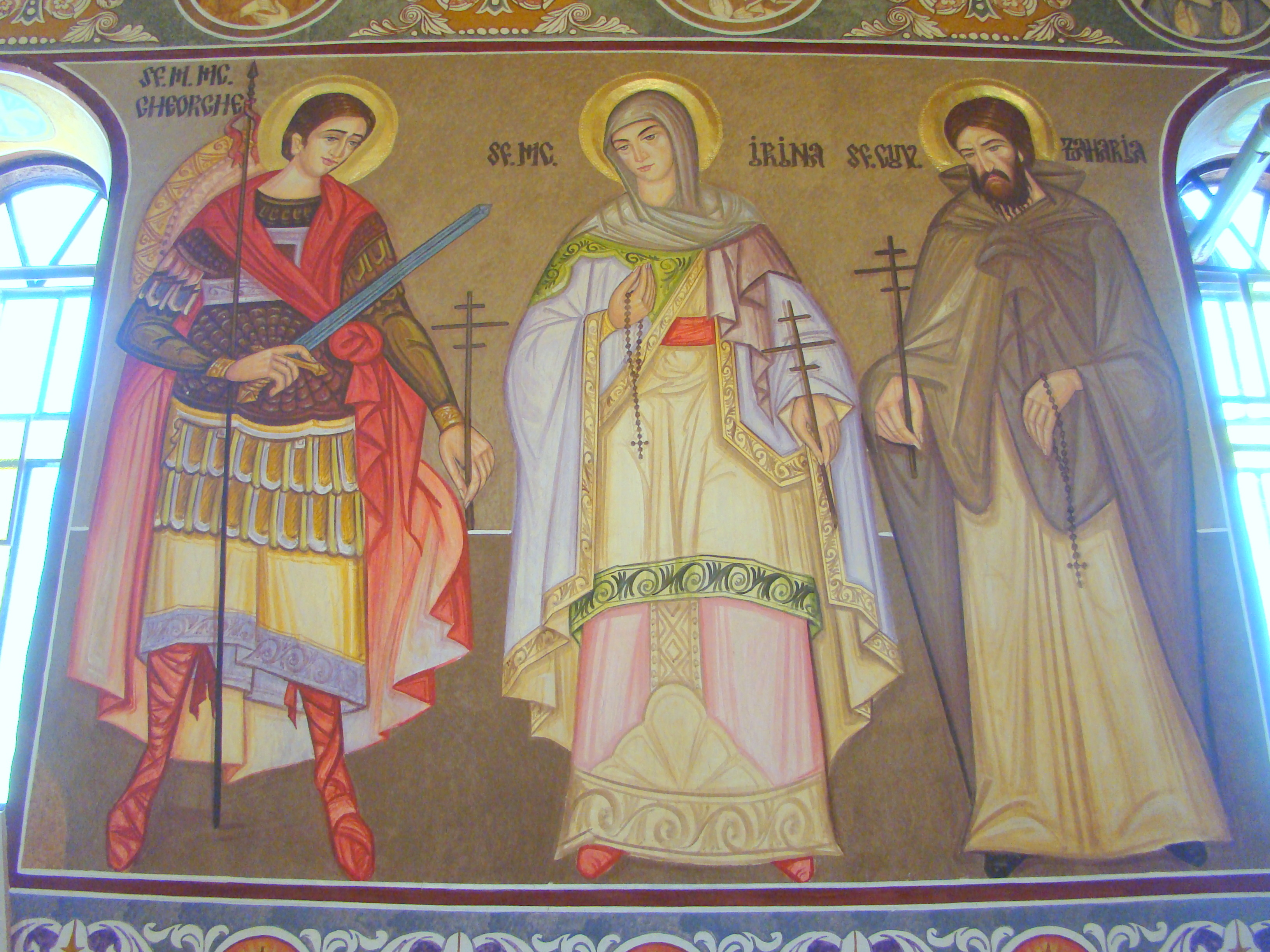
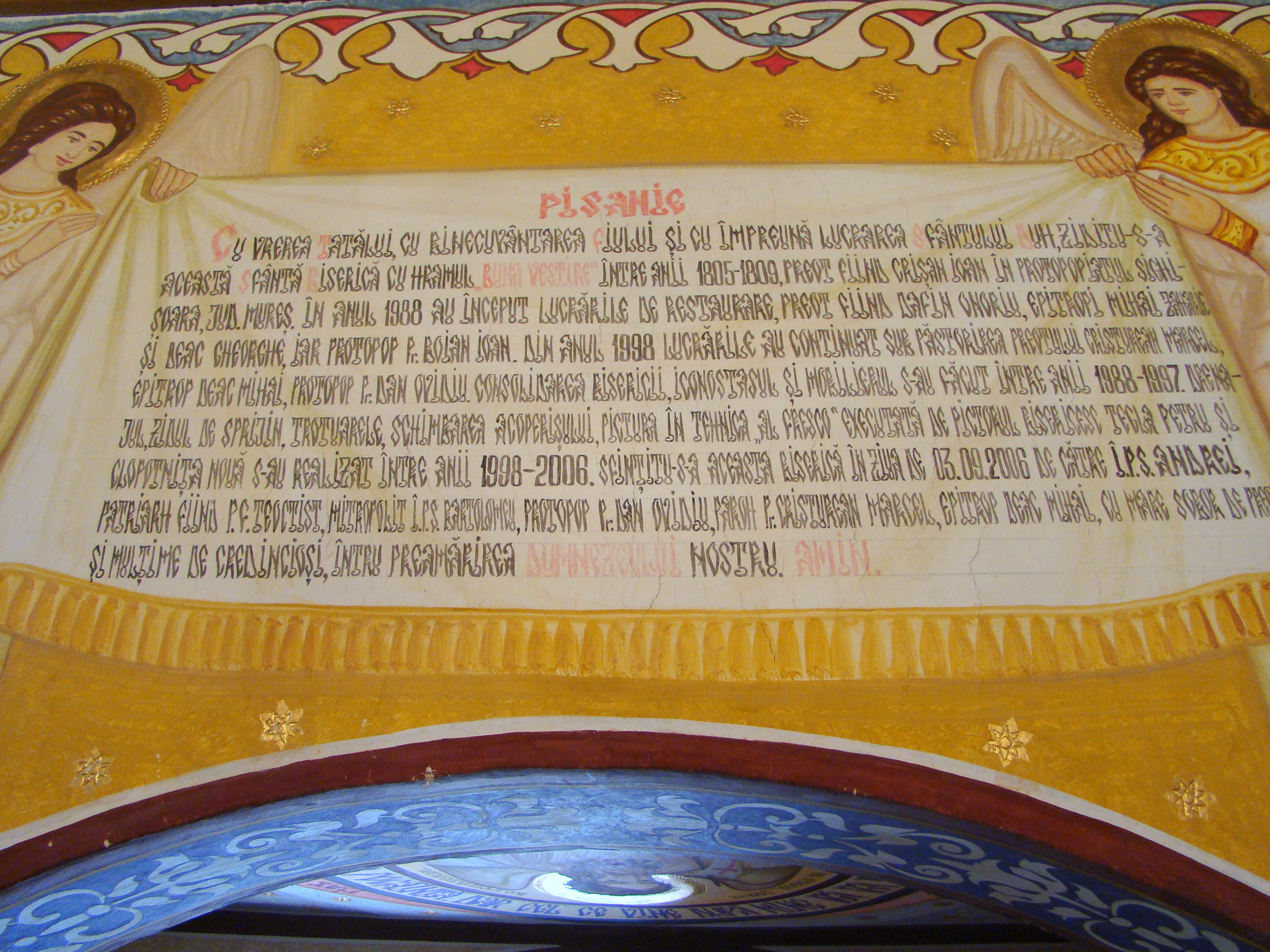
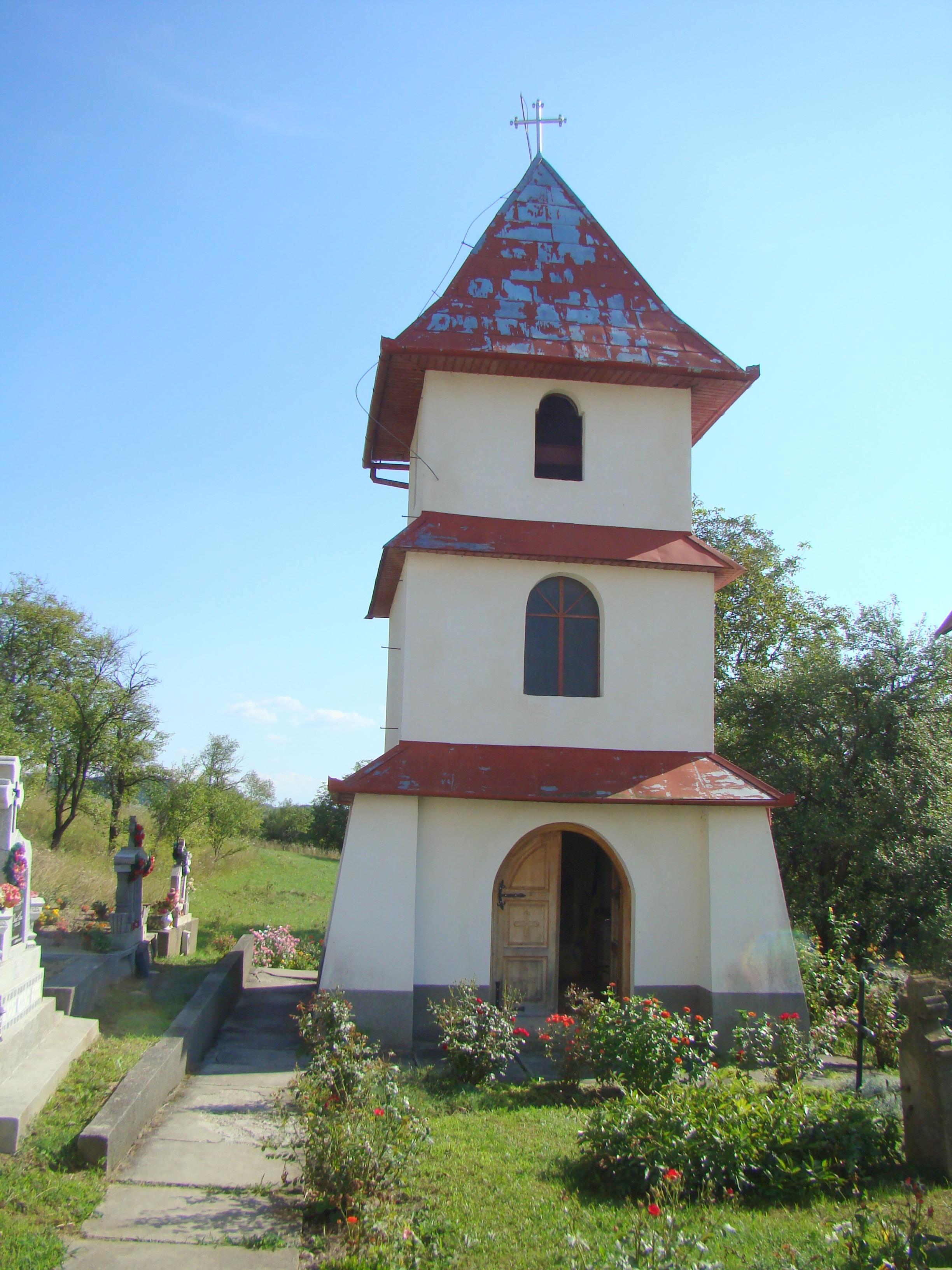
Clopotnița
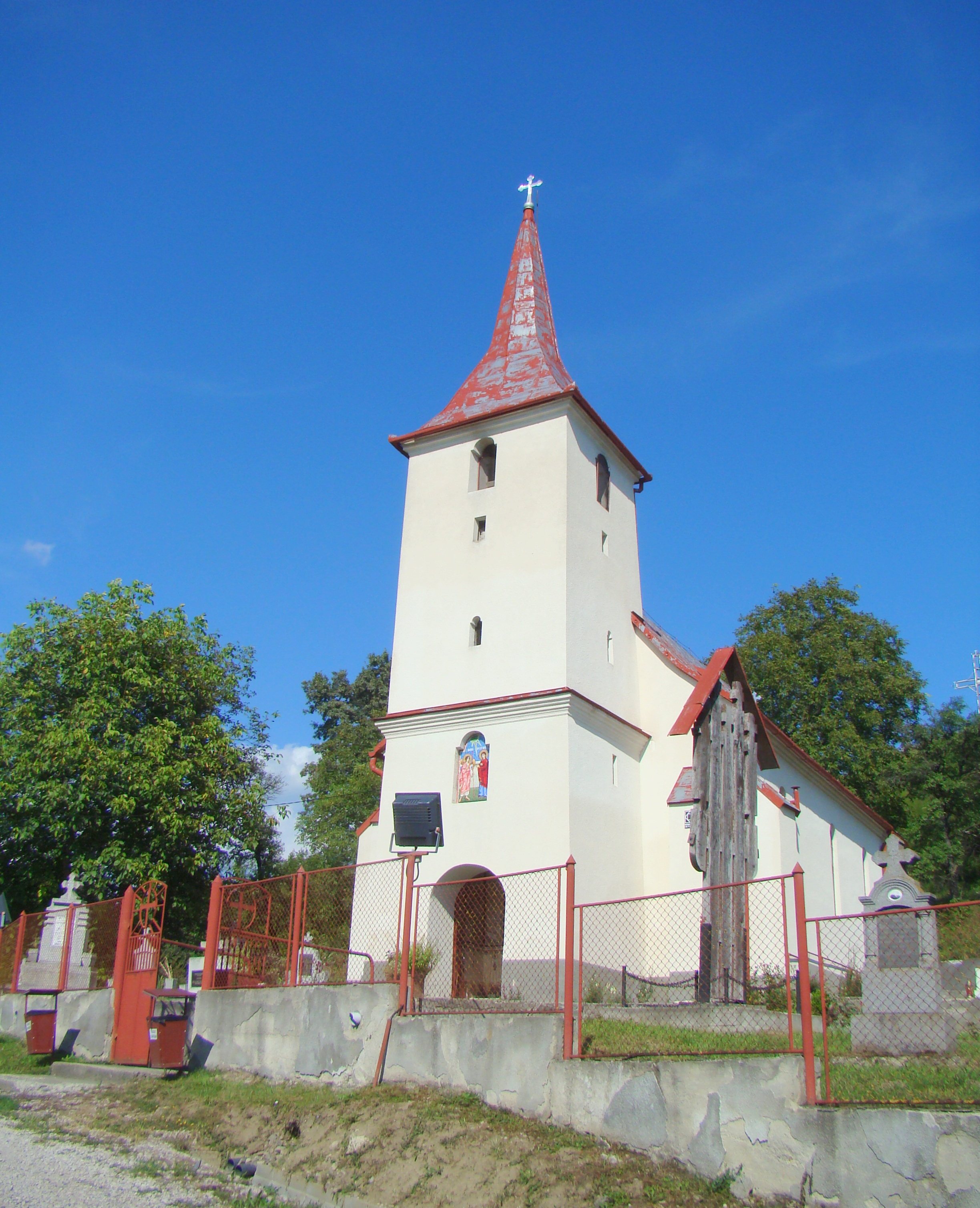
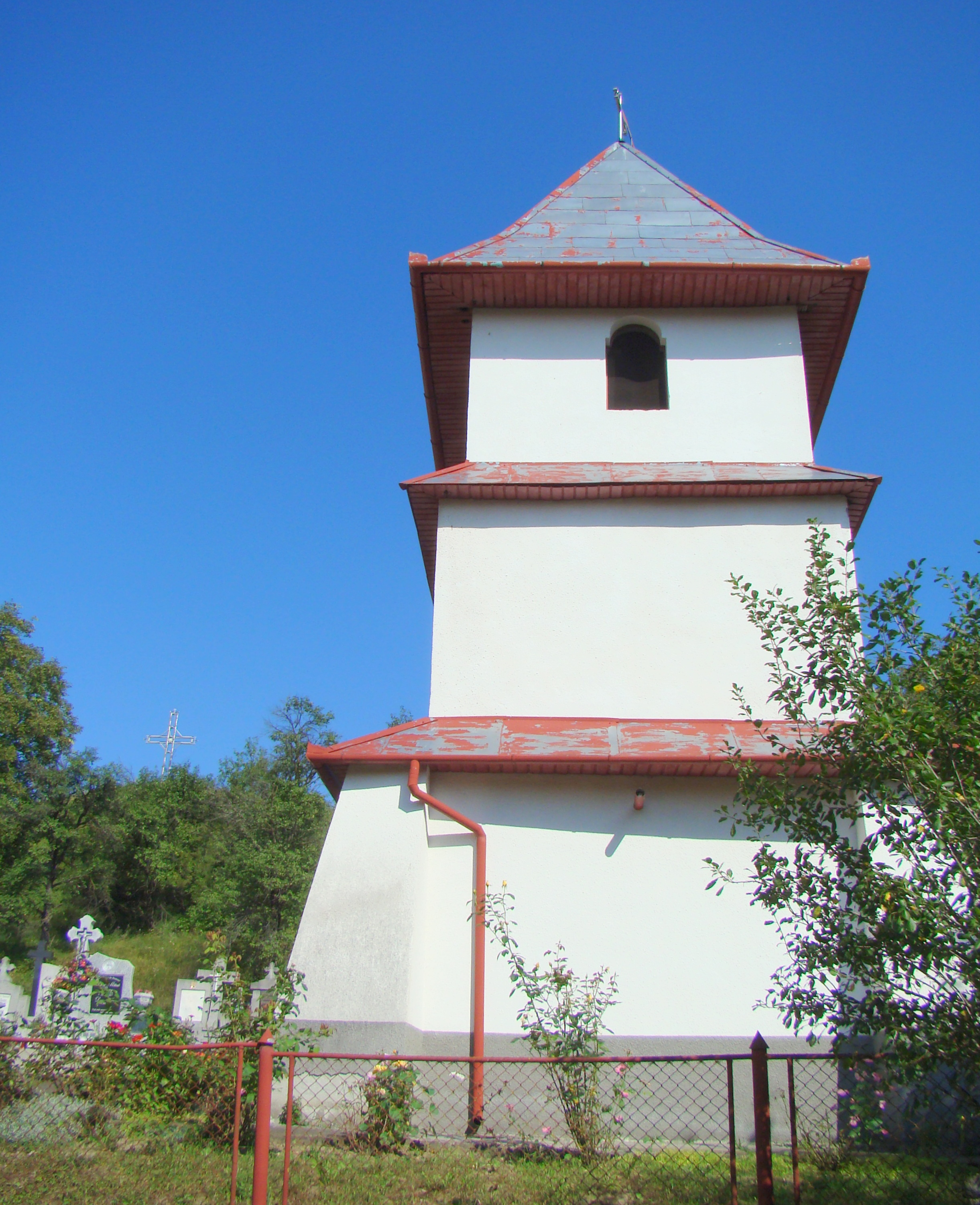
Clopotnița